# Dermestes palmi
Dermestes palmi is een keversoort uit de familie spektorren (Dermestidae). De wetenschappelijke naam van de soort werd in 1950 gepubliceerd door Sjöberg.